# Pietro Zangheri
Pietro Zangheri (Forlì, 23 luglio 1889 – Padova, 25 febbraio 1983) è stato un naturalista e scrittore italiano.

## Biografia
Figlio di un maestro di musica, si diplomò in ragioneria nel 1907 presso il locale istituto tecnico. Ma le scienze naturali erano già la sua passione. Nel 1909 esordì, autodidatta, con un saggio, pubblicato sulla «Rivista italiana di scienze naturali», intitolato Appunti sulla flora dei dintorni di Forlì. Partecipò alla prima guerra mondiale in sanità; dopo un breve periodo al fronte fu assegnato come sottufficiale all'ospedale militare di Torino, dove incontrò Giovanni Negri, medico e botanico che in seguito fu il direttore dell'Istituto Botanico dell'Università di Firenze e suo maestro. In quegli anni venne in contatto anche con Mario Bezzi, Alberto Chiarugi ed altri naturalisti piemontesi.
Nel dopoguerra vinse il concorso per dirigere la Casa di Riposo di Forlì, dove rimase per tutta l'età lavorativa. Grazie anche alle donazioni, trasformò il vecchio ricovero in un complesso di un centinaio di letti, con una casa-albergo per gli anziani soli che potevano portarsi i mobili da casa, un reparto di tipo ospedaliero, il caffè col biliardo, il teatrino, una palestra. Nel giardino piantò tante piante diventate nel tempo imponenti: tutte con un cartiglio che indicava il nome scientifico. La Casa di Riposo prenderà poi il suo nome. Tutta la sua lunga attività naturalistica fu svolta quindi al di fuori della "scienza ufficiale", ossia non come appartenente a una pubblica istituzione, ma come grande appassionato. Riuscì a portare avanti una pregiata opera scientifica nonostante il lavoro giornaliero e una famiglia con tre figli.
Dopo aver studiato la flora forlivese, Zangheri ampliò il suo campo d'interesse dedicandosi all'ornitologia e alla geologia della Romagna. Operò praticamente in tutti i settori: dall'imbalsamazione di uccelli e mammiferi alla raccolta di tutti gli invertebrati, dai minerali ai fossili, dalle conchiglie marine ai gasteropodi terrestri. Inoltre fotografò e raccolse campioni da collezionare: i 20.000 campioni da lui essiccati furono organizzati in un vastissimo erbario. 
Appassionato scrittore naturalista, fu autore di circa duecento pubblicazioni sia scientifiche che divulgative, oltre a numerosi articoli su giornali e riviste. Con la pubblicazione nel 1936 del primo volume (il primo di una serie completa di cinque, l'ultimo uscì nel 1969) sulla Romagna fitogeografica, entrò a pieno titolo tra i botanici dell'epoca. Si impegnò, in particolare, nella difesa di ambienti naturali romagnoli, quali la Vena del Gesso, le Pinete costiere ravennati e le Foreste casentinesi. Per chiarire l'imponenza del suo lavoro scientifico, Zangheri diceva di essere "l'uomo dei quarti d'ora" in quanto tutto quello che riusciva a scrivere lo faceva nei ritagli di tempo.
Andò in pensione nel 1954 e nel 1957 ottenne la libera docenza in Geobotanica all'Università di Firenze. Nel 1970 si dedicò a compilare Flora Italica, due volumi di oltre mille pagine (corredati da più di settemila illustrazioni da lui disegnate) pubblicati nel 1976. La sua ultima grande aspirazione era quella di lasciare ai posteri un Museo di Storia Naturale della Romagna, da collocare possibilmente a Forlì. Per questo aveva già allestito nella sua abitazione l'enorme materiale raccolto durante decenni di studi. Ma il comune di Forlì, nonostante l'apprezzamento per la sua opera scientifica, non esaudì i suoi desideri. In seguito, grazie all'opera del figlio Sergio, anch'egli naturalista (docente all'Università di Padova), la copiosissima raccolta fu accettata in donazione dal Museo civico di storia naturale di Verona, dov'è tuttora custodita.
Pietro Zangheri morì a Padova nel 1983. Fu sepolto nel cimitero comunale di Dovadola (20 km da Forlì). A suo ricordo l'Ente Parco delle Foreste Casentinesi ha istituito una borsa di studio in ambito naturalistico.
I suoi eredi, Vilfredo, Fiorella e Sergio Zangheri, hanno donato alla Provincia di Forlì-Cesena l'archivio fotografico realizzato dal grande naturalista forlivese. È stato depositato nella sede di Santa Sofia del Parco nazionale delle Foreste Casentinesi, Monte Falterona e Campigna. Il Plastico della Romagna, riproduzione in scala 1:25.000 della regione, è stato donato dal Museo di storia naturale di Verona al Parco nazionale delle Foreste Casentinesi, che lo ha collocato nella sua sede di Santa Sofia (FC).

## Riconoscimenti
Pietro Zangheri ebbe numerosi riconoscimenti; in particolare fu insignito con la medaglia d'oro dei benemeriti della cultura.
A Pietro Zangheri è intestato il Giardino Botanico di Valbonella, nel Parco Nazionale delle Foreste Casentinesi, Monte Falterona e Campigna, sito nell'Appennino forlivese, a Corniolo di Santa Sofia.

## Opere principali

### Saggi e monografie
- Monografia industriale di Forlì, Municipio di Forlì, 1926 (versione digitalizzata)
- Materiali per una bibliografia scientifica della Romagna, Imola, Galeati, 1923-28 (versione digitalizzata)
- (con Vittorio Nigrisoli) Le piante medicinali della Romagna, edito a cura della Cassa dei Risparmi di Forlì, 1935 (versione digitalizzata)
- Funghi mangerecci con particolare riguardo a quelli che crescono in Romagna, edito a cura della Cassa dei Risparmi di Forlì, 1936 (versione digitalizzata)
- Romagna fitogeografica:

Vol. 1: Flora e vegetazione delle pinete di Ravenna. Forni editore, (1936) 434 pp. (versione digitalizzata)
Vol. 2: Flora e vegetazione dei calanchi argillosi pliocenici della Romagna. Forni editore, (1942) 300 pp. (versione digitalizzata)
Vol. 3: Flora e vegetazione dei terreni «Ferrettizzati» del Pre-appennino romagnolo. Forni editore, (1950) 316 pp. (versione digitalizzata)
Vol. 4: Flora e vegetazione della fascia gessoso-calcarea del basso Appennino romagnolo. Forni editore, (1959) 358 pp.
Vol. 5: Flora e vegetazione del medio e alto Appennino (1966), 451 pp.
- Fauna di Romagna. Uccelli. Forni editore, Sala Bolognese (1938), 214 pp. (versione digitalizzata)
- Geologia della Romagna. Divagazioni naturalistiche romagnole (X). Su e giù per la "Vena del Gesso" da Tossignano a Brisighella. Soc. Tip. forlivese, Forlì 1950. (versione digitalizzata)
- Il naturalista esploratore, raccoglitore, preparatore, (Manuale Hoepli), Hoepli, Milano (1952 1ª edizione) (1981, 6ª edizione, 508 pp).
- La Provincia di Forlì nei suoi aspetti naturali, a cura della Camera di Commercio di Forlì, ivi 1961.
- Repertorio della flora e della fauna, vivente e fossile, della Romagna. Museo civico di storia naturale di Verona, 1966-1970 (5 volumi).
- L'ambiente naturale e l'uomo, Calderini, Bologna 1970 ss.
- Flora italica, CEDAM, Padova 1976 (1636 pp).
- Ecologia e società attuale, Edagricole, Bologna 1978.

### Articoli
- Appunti sulla flora dei dintorni di Forlì, estratto dalla «Rivista italiana di scienze naturali», anno 1909, nn. 3-4 e segg., Siena (versione digitalizzata)
- La flora del circondario di Forlì, estratto dal «Nuovo giornale botanico italiano» (nuova serie), anno 1913, n. 1 (gennaio) (versione digitalizzata)
- La stazione preistorica dei Cappuccini - presso Forlì, estratto da «La Riviera Romagnola», Forlì, 1922 (versione digitalizzata)
- Fauna di Romagna. Lepidotteri (1923) (versione digitalizzata)
- Flora di Romagna. Funghi ("Hymeniales") (1924) (versione digitalizzata)
- Il naturalista forlivese p. Cesare Majoli (1746-1823) e la sua opera “Plantarum collectio”, Forlì 1925 (versione digitalizzata)
- Fauna di Romagna. Ortotteri e Dermatteri, estratto dal «Bollettino della Società entomologica italiana», anno XIX, n. 5-6, 30 giugno 1927 (versione digitalizzata)
- Flora di Romagna. La vegetazione delle Pinete ravennati, Società botanica italiana, Firenze, 1928 (versione digitalizzata)
- Fauna di Romagna. Tisanotteri, estratto dagli «Atti della Società italiana di scienze naturali», vol. LXIX, Milano, 1930 (versione digitalizzata)
- San Giovanni in Galilea e il Museo Renzi, estratto da «La Pié», nn. 3-4, 5 e 6-7, 1932 (versione digitalizzata)
- Fauna di Romagna. Emitteri (1934) (versione digitalizzata)
- Sguardo preliminare alla flora e vegetazione dell’alto Appennino romagnolo con particolare riguardo alla foresta di Campigna, Società botanica italiana, Firenze, 1942 (versione digitalizzata)
- Il patrimonio naturalistico della Romagna (riassunto schematico), estratto da «La Pié», nn. 3-4 e 5-6, 1948 (versione digitalizzata)
- Fauna di Romagna. Ditteri, Genova, 1950 (versione digitalizzata)